# Гвіннер (Північна Дакота)
Гвіннер, Ґвіннер (англ. Gwinner) — місто (англ. city) в США, в окрузі Сарджент штату Північна Дакота. Населення — 924 особи (2020).

## Географія
Гвіннер розташований за координатами 46°13′51″ пн. ш. 97°39′23″ зх. д. / 46.23083° пн. ш. 97.65639° зх. д. (46.230935, -97.656301).  За даними Бюро перепису населення США в 2010 році місто мало площу 5,40 км², уся площа — суходіл.

## Демографія
Згідно з переписом 2010 року, у місті мешкали 753 особи в 322 домогосподарствах у складі 203 родин. Густота населення становила 140 осіб/км².  Було 370 помешкань (69/км²).
Расовий склад населення:
| - 97,3 % — білих - 0,8 % — корінних американців - 0,5 % — азіатів |

До двох чи більше рас належало 0,5 %. Частка іспаномовних становила 2,0 % від усіх жителів.
За віковим діапазоном населення розподілялося таким чином: 27,6 % — особи молодші 18 років, 59,9 % — особи у віці 18—64 років, 12,5 % — особи у віці 65 років та старші. Медіана віку мешканця становила 37,4 року. На 100 осіб жіночої статі у місті припадало 116,4 чоловіків;  на 100 жінок у віці від 18 років та старших — 115,4 чоловіків також старших 18 років.
Середній дохід на одне домашнє господарство  становив 73 011 долар США (медіана — 67 583), а середній дохід на одну сім'ю — 86 072 долари (медіана — 83 125). За межею бідності перебувало 3,8 % осіб, у тому числі 3,9 % дітей у віці до 18 років та 10,0 % осіб у віці 65 років та старших.
Цивільне працевлаштоване населення становило 529 осіб. Основні галузі зайнятості: виробництво — 49,7 %, освіта, охорона здоров'я та соціальна допомога — 16,1 %, науковці, спеціалісти, менеджери — 6,0 %, роздрібна торгівля — 5,1 %.